# Strigoderma auriventris
Strigoderma auriventris är en skalbaggsart som beskrevs av Bates 1888. Strigoderma auriventris ingår i släktet Strigoderma och familjen Rutelidae. Inga underarter finns listade i Catalogue of Life.